# Мегленци
Мегленци (на македонска литературна норма: Мегленци) е село в южната част на Северна Македония, община Новаци.

## География
Селото е разположено в северозападните склонове на Селечката планина източно от град Битоля.

## История
В XIX век Мегленци е чисто българско село в Прилепска кааза на Османската империя. В „Етнография на вилаетите Адрианопол, Монастир и Салоника“, издадена в Константинопол в 1878 година и отразяваща статистиката на населението от 1873 година, Мегленци (Meglentzi) е посочено като село с 35 домакинства със 151 жители българи. Между 1896 и 1900 година селото преминава под върховенството на Българската екзархия.
Според статистиката на Васил Кънчов („Македония. Етнография и статистика“) от 1900 година Мегленци или Мегленецъ има 190 жители, всички българи християни.
На Етнографската карта на Битолския вилает на Картографския институт в София от 1901 година Мегленци е чисто българско село в Битолската каза на Битолския санджак с 27 къщи. Същевременно Могилинци е чисто българско село в Прилепската каза на Битолския санджак с 27 къщи.
В началото на XX век християнското население на селото е под върховенството на Българската екзархия. По данни на секретаря на екзархията Димитър Мишев („La Macédoine et sa Population Chrétienne“) през 1905 година Мегленци е село в Битолска каза и има 144 българи екзархисти и работи българско училище.
Според преброяването от 2002 година селото има 20 жители, всички северномакедонци.
| Националност     | Всичко |
| северномакедонци | 20     |
| албанци          | 0      |
| турци            | 0      |
| роми             | 0      |
| власи            | 0      |
| сърби            | 0      |
| бошняци          | 0      |
| други            | 0      |

В близост до Мегленци е разположено едноименното сметище, на което се депонират отпадъците на град Битоля. Сметището създава сериозни екологични проблеми за околността и е един от факторите спомагащи за обезлюдяването на селото.